# Gasterosiphon
Gasterosiphon is een geslacht van weekdieren uit de klasse van de Gastropoda (slakken).

## Soort
- Gasterosiphon deimatis (Koehler & Vaney, 1903)